# Потоки рассеяния
Потоки рассеяния (Ореолы рассеяния) (англ. leakage fluxes; нем. Streuflüsse m pl)  — в геохимии — участки повышенных концентраций микроэлементов в водах и рыхлых отложениях, возникающие в результате разрушения рудных тел и переноса полезных компонентов в жидкой и твердой фазе из области денудации в область осадконакопления.
Различают механические и солевые потоки рассеяния. 
Поиски к.к. за потоками рассеяния — разновидность геохимических поисков, которые, как правило, проводится на начальных стадиях поисковых работ.

## История появления и эволюции понятия
Представление о потоках рассеяния рудных месторождений, как самостоятельное понятие, было дано в 1959 году А.П. Солововым, который разделил «вторичные поля рассеяния» на ореолы и потоки. При этом под потоком рассеяния им понимались участки повышенных содержаний рассеивающихся веществ на путях твердого, жидкого и газообразного стока с суши реками, ледниками и движущейся атмосферой (ветром).
В 1971 году Н.И. Сафронов данным определением предложил называть аллювиальных и пролювиалъных отложениях, характеризующиеся повышенными содержаниями рудо- и ореолообразующих элементов.
Второй раз, в 1985 году, А.П. Солововым определение было дано: «Области повышенных содержаний ценных или сопутствующих им элементов на путях твердого, растворимого (водного) или газообразного, поверхностного или подземного стока с суши, развивающиеся за счет вторичных ореолов рассеяния месторождений, принято именовать потоками рассеяния».